# Bangsbo Fort

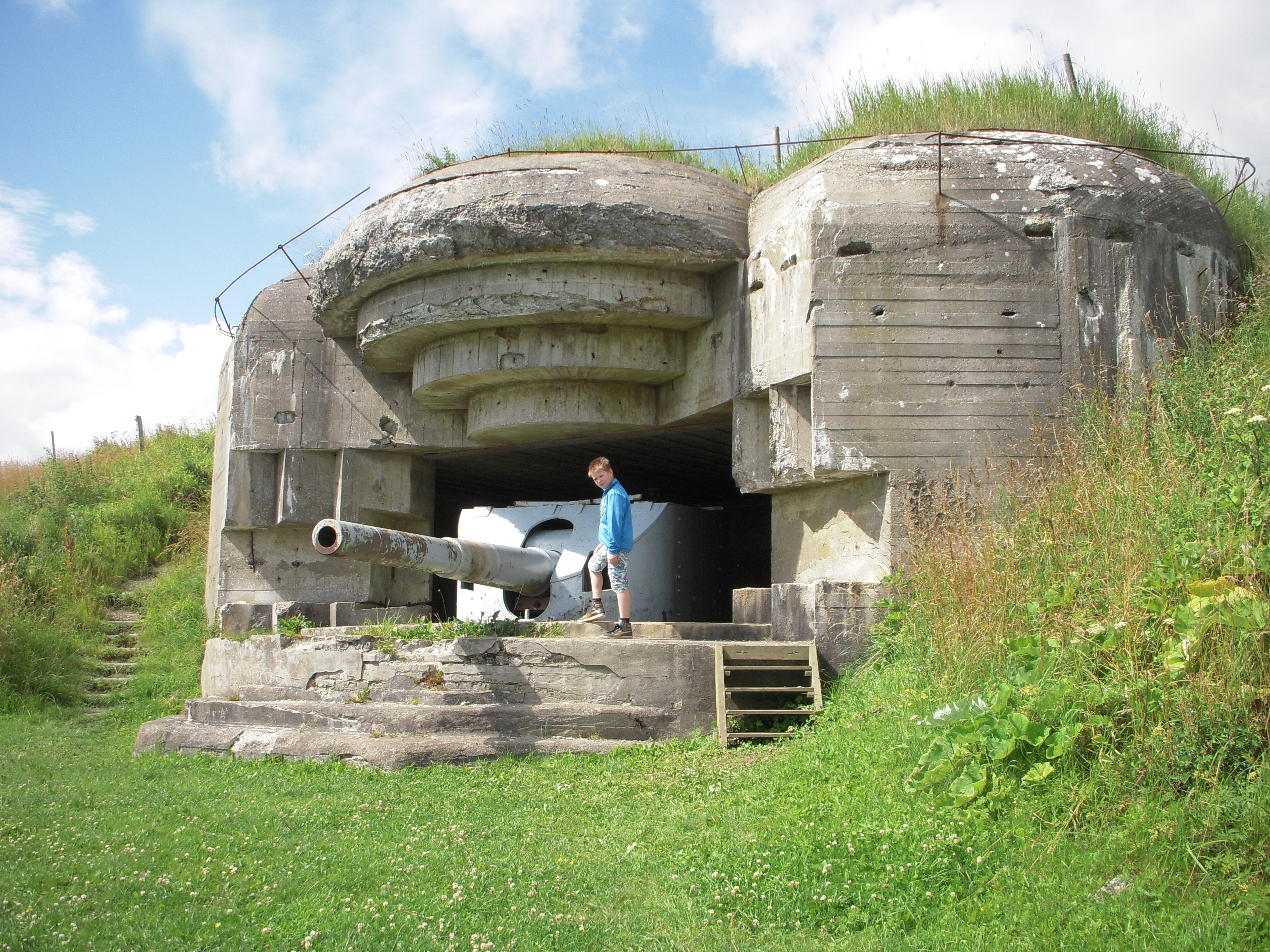
Teilansicht Bangsbo Fort

Bangsbo Fort ist eine Küstenfestung in der Frederikshavn Kommune im äußersten Norden von Dänemark. 

## Geschichte
Die in der Nähe von Frederikshavn, im Stadtteil Bangsbo, auf dem Hügel Pikkerbakken befindliche Bunkeranlage wurde von der deutschen Wehrmacht im Zweiten Weltkrieg errichtet und im Jahr 1944 mit Krupp-Kanonen, die aus dem ehemaligen Kadettenschulschiff (dän.: Artilleriskib) Niels Juel stammten, bewaffnet. Der Kommandobunker aus dem Zweiten Weltkrieg diente bis zur Befreiung Dänemarks im Jahre 1945 dem Oberbefehlshaber der deutschen Wehrmacht als Nordjütland-Zentrale. 
Nach dem Krieg übernahmen die dänischen Streitkräfte die Anlage und betrieben diese in der Zeit von 1952 bis 1962 als dänische Küstenüberwachungsstelle während des Kalten Krieges weiter. Insgesamt gibt es zehn solcher Bunkeranlagen aus der damaligen Zeit, die bis heute noch existieren und zur maritimen Küstenüberwachung Martimt Overvågningscenter Nord im Sperrgebiet der dänischen Streitkräfte liegen.
2005 wurde mit Zustimmung der dänischen Militärverwaltung das Bangsbo Fort renoviert, die alte Krupp-Kanone wurde entrostet und neu gestrichen und die Bunkeranlage für Besucher gesichert. Die Anlage gehört heute zur Außenanlage des Küstenmuseums.